# 哑剧

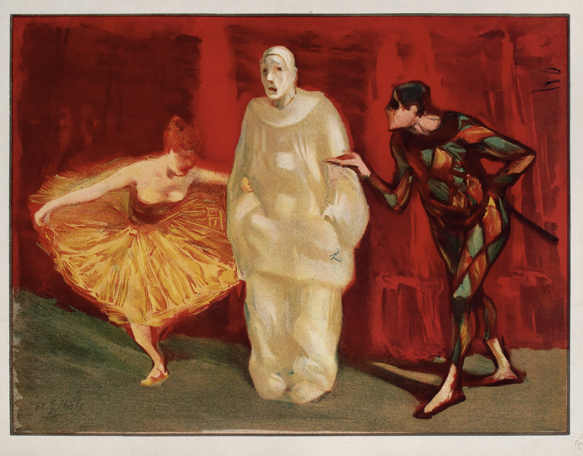
1898年以哑剧为主题的石版画

哑剧（英語：Pantomime）是一种无声表演，只用肢体动作和表情的戏剧艺术。“哑剧”一词源于希腊语，意为“模仿者”。哑剧最早在古印度和古埃及已发展成一门独立的表演艺术，后传入欧洲，在古希腊罗马等地逐渐演变成用姿势动作表演剧情的戏剧形式。公元前3世纪，罗马已有完整的哑剧演出。哑剧要求表演者用身体实现最大的表现力，且有灵活的面部表情和精确的手势，在舞台上甚至没有装饰和道具。哑剧也是即兴喜剧、芭蕾舞剧、假面剧的表现手段。哑剧和默剧（mime artist）是两个不同的概念。